# Mimochroa gynopteridia
Mimochroa gynopteridia là một loài bướm đêm trong họ Geometridae.